# Hylaeus nasalis
Hylaeus nasalis är en biart som beskrevs av Morawitz 1876. Hylaeus nasalis ingår i släktet citronbin, och familjen korttungebin. Inga underarter finns listade i Catalogue of Life.